# シリギの乱
シリギの乱（シリギのらん）は、1276年から1282年にかけてシリギやトク・テムルらトルイ系諸王が大元ウルス皇帝のクビライに対して起こした反乱である。反乱自体はクビライの迅速な対応と反乱勢力の内部対立によって早期に鎮圧されたものの、この反乱によって中央アジアにおける大元ウルスの威信の低下とカイドゥ・ウルスの拡大が決定的となり、その後の中央アジア情勢に多大な影響を残した。

## 背景

### 帝位継承戦争における怨恨
シリギの乱の原因は1259年のモンケ・カアンの死に始まる帝位継承戦争に遡る。モンケの死を切っ掛けにその弟のクビライとアリクブケの間で帝位継承戦争が勃発すると、クビライが帝国の左翼部（東道諸王や「左手の五投下」）の支持を得ていたのに対し、アリクブケはカラコルムに残留していた旧モンケ政権の幹部層（アラムダール、ブルガイら）、トルイ系諸王を主要な支持層としていた。
両軍は当初互角に戦いを進めていたものの、西方戦線におけるアラムダールとクンドゥカイの死亡や、シムルトゥ・ノールの戦いにおけるクビライ軍の勝利によってアリクブケ派は劣勢となり、遂にチャガタイ家のアルグの裏切りを受けるに至った。アリクブケは中央アジアに転戦してアルグを攻撃したものの、孤立無援に陥り1264年にクビライに降伏するに至った。
勝者となったクビライはトク・テムルらトルイ系諸王を寛大に扱い、内戦以前の地位をそのまま保証したが、トルイ系諸王のクビライに対する反発心は根強いものがあった。元アリクブケ派で、戦後もクビライに地位を保証されたトルイ系諸王が「シリギの乱」の中核となった。

### カイドゥの勢力拡大
アリクブケの投降から数年後、オゴデイ家のカイドゥはクビライに叛旗を翻し、オルダ・ウルス当主コニチの協力を得て大元ウルスを攻撃した。これを受けたクビライは（1）ジョチ・ウルス当主サルタクにカイドゥ討伐の協力を要請する、（2）混乱状態にあるチャガタイ・ウルスにバラクを新当主として送り込みカイドゥと敵対させる、（3）自らの三男のノムガンに遠征軍を率いてカイドゥと討伐させる、という3つの対策を実行に移した。
ノムガンはこの時「北平王」の称号を受けてモンゴリアに趣き、そこでチンギス・カン以来の千人隊と諸王を統べることになった。ノムガンはモンゴリアにて遠征軍を組織したが、遠征先が西方であることから、遠征軍の大多数がモンゴリア西方に領地を持つ旧アリクブケ派のトルイ系諸王で占められることになった。クビライは帝位継承戦争後に寛大な処置を示したこともあって諸王の裏切りを想定しておらず、これが反乱勃発の原因となる。

## 経過

### 反乱の勃発（アルマリク）
ノムガン軍はモンゴル高原を出発して中央アジアに趣き、アルマリクに駐屯した。アルマリクでの駐屯中、トク・テムルは狩猟中にシリギと密談し、遠征軍の中枢たるノムガンをアントンを捕縛するという反乱計画を話し合った。更にトク・テムルはシリギをカアンに推戴することを餌に反乱に誘い、この企てにモンケ家のサルバン、アリクブケ家のヨブクルとメリク・テムル、コルゲン家のクルタイら諸王は賛同し反乱に荷担した。ただ、トルイの庶子のボチュクの孫のヤクドゥのみは反乱に荷担することを拒んでシリギ、ヨブクル、トク・テムルらに攻められ、トク・テムルによって生け捕りにされたヤクドゥはシリギ軍の捕虜とされた。
ヤクドゥ以外の諸王の協力を取り付けたトク・テムルとシリギらは至元13年（1276年）冬、満を持してノムガン、アントンら遠征軍の中枢を奇襲して捕虜とし、これが以後6年にわたって大元ウルスを揺らがせる「シリギの乱」の幕開けとなった。
トク・テムルはシリギを反乱に誘う時に「帝位（カアン位）は汝（シリギ）に到達している。カアン（クビライ）は我々と我々の兄弟に対して、多くの不正を働いていたのだ」と語っており、クビライを簒奪者としモンケ-アリクブケの流れをくむ自らたちこそが正統なカアン位の継承者であるとするのがトク・テムルら反乱軍の立場であった。また、「シリギの乱」勃発から間もなくクビライの下に「西北藩王（旧アリクブケ派の諸王）」から派遣された使者が訪れ、「モンゴルの風俗は漢法と異なるものであるというのに、［クビライが］漢地に留まり、都邑・城廓を建設し、漢法を用いるのは如何なる理由によるものか？」とクビライの統治方針を批判している。
以上のように、「漢化政策を実行しモンゴルの伝統を無視するクビライの打倒」と、「先帝モンケの遺児（シリギ）擁立によるモンゴル伝統文化の維持」こそが反乱軍の掲げた大義名分であった。

### 反乱軍の東進（ケルレン河の戦い）

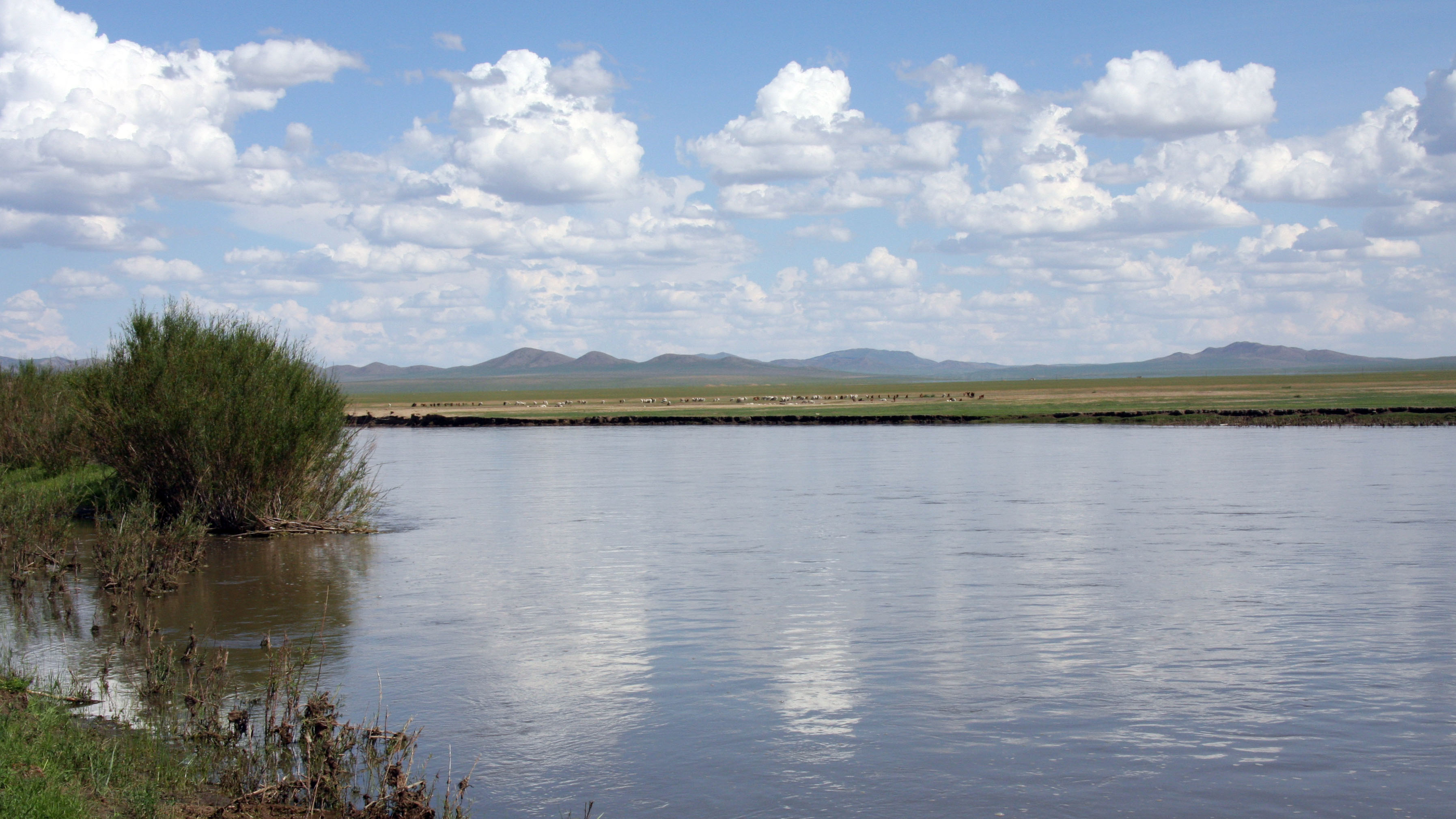
現在のケルレン河

アルマリクにおいてノムガンの捕縛を成功させたトク・テムルはノムガンをジョチ・ウルスに、アントンをカイドゥ・ウルスに引き渡してこれらのウルスに協力を要請したが、トク・テムルらの予想に反してカイドゥやジョチ家諸王は中立を保ち援軍を派遣しようとしなかった。やむなくトク・テムルは「カイドゥとジョチ家諸王はすぐに援軍に来る」という虚言を以てオゴデイ系・チャガタイ系諸王を誘い、軍勢を整えた上でモンゴル高原中央部に侵攻した。そもそもモンゴル高原中央部から西部にかけてはトゥルイ・ウルスの領地であり、コンゴタン部のバイバクが抗戦して敗死したのを除いてほとんど戦うことなくモンゴル高原中央部を抑え、ケルレン河流域の「チンギス・カンの大オルド（先朝大武帳）」を掠奪した。
事態を重く見たクビライはトトガク率いるキプチャク軍団を急ぎ北上させ、他にも「左手の五投下」に属するイキレス部のクリルら、そして直前まで南宋征服に従事していたバヤンが「シリギの乱」討伐に動員された。

### ジルワダイの反乱（応昌の戦い）

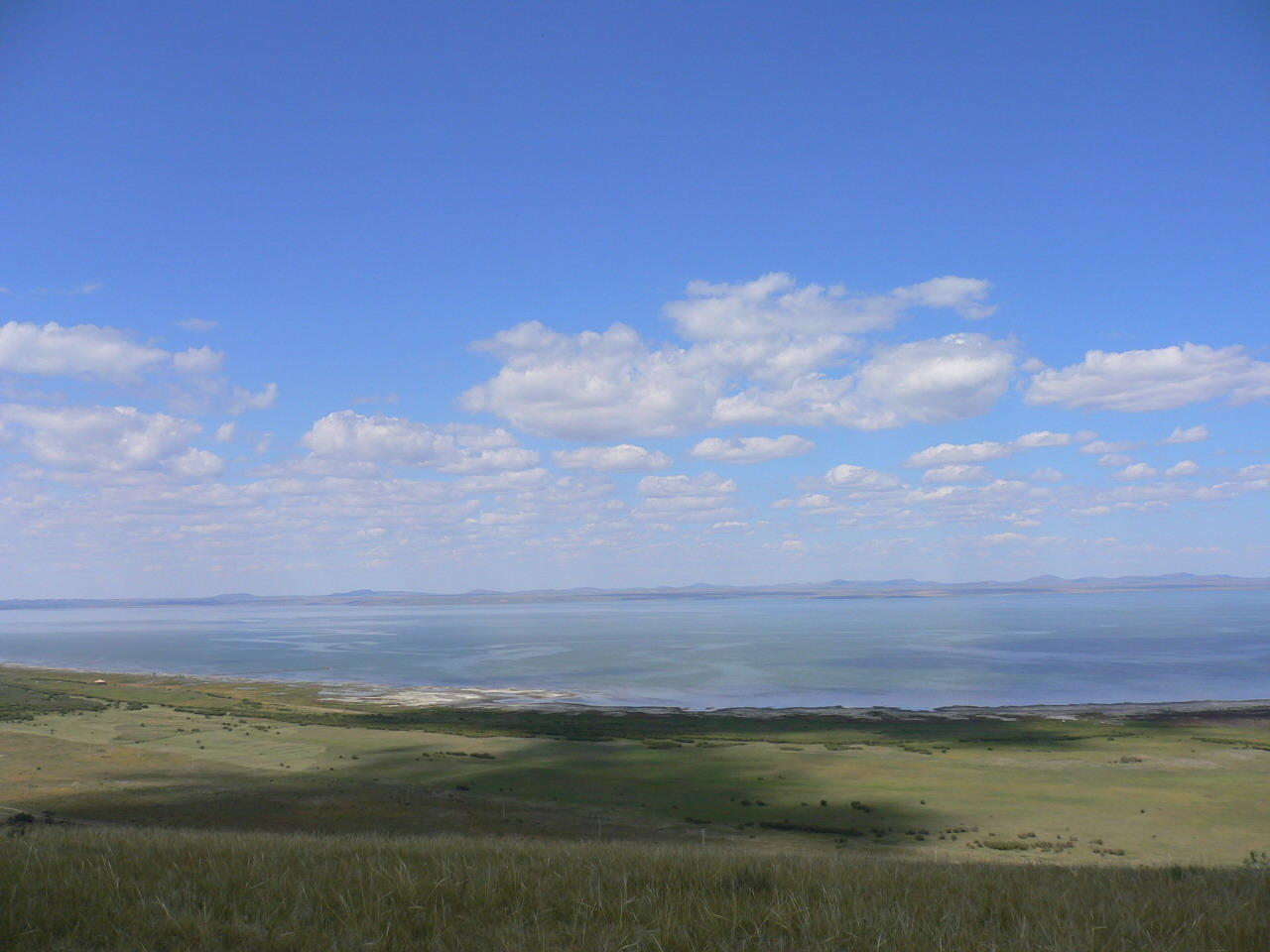
応昌の建設されたダライ・ノール一帯

モンゴル高原東南部には「左手の五投下」と呼ばれる、ジャライル部・コンギラト部・イキレス部・ウルウト部・マングト部からなる有力集団がチンギス・カンの時代から勢力圏としていた。この中でもコンギラト部は代々チンギス・カン家の姻族として繁栄してきた一族であり、クビライの治世が始まると応昌に上都開平府を模した都市を建設していた。「シリギの乱」が勃発した時、コンギラト部ではデイ・セチェンの息子アルチ・ノヤンの息子ナチン・キュレゲンの息子オロチンが当主の座にあった。「張氏先塋碑」によると、ジルワダイはオロチンの弟であったという。
至元14年（1277年）、かねてよりクビライ政権に不満を抱いていたオロチンの弟のジルワダイは「シリギの乱」勃発と反乱軍の東進を聞くとこれに呼応して挙兵した。ジルワダイは兄で現当主のオロチンを捕虜としてコンギラト部の根拠地応昌を包囲し、更に北上してシリギ軍と合流しようと企んだ。これに対し、クビライはコンギラトともに「左手の五投下」を構成するウルウト部当主トゴンとマングト部当主ボロカン、新興のキプチャク・アスト兵を率いるクチャ・バートル、カングス、ユワス、シクドゥル、バイダル（オイラト人のベクレミシュの指揮下にあった）らがシリギ及びジルワダイの討伐に派遣され、そして移剌元臣や洪茶丘といった人物もこれに従軍した。
ジルワダイと合流しようとしていたトク・テムルは先行してモンゴル高原に到着していたキプチャク軍を率いるトトガクに進路を阻まれ、ジルワダイの下に到着することができなかった。シリギ軍と合流できなかったジルワダイは単独でカラ・カドゥ（懐魯哈都）の地において大元ウルスの軍勢と戦い、敗北した。この時の戦いでは、ジャライル部出身のトゴンが流れ矢を受けながら戦い抜くという功績を挙げ、後にクビライより労われている。
敗れたジルワダイは逃れたが耶律元臣がこれを追跡し、魚児濼において捕虜とされた。耶律元臣はこの功績を賞され、この後も応昌に駐屯することになったが、他の将軍はここから更に北上し、シリギ、トク・テムル軍の討伐に参加していった。

### モンゴル高原中央部における会戦（オルホン河の戦い）
ジルワダイの討伐後、トトガク率いるキプチャク軍、ジルワダイを討伐してきた諸軍、そして南宋遠征から急行してきたバヤン軍はモンゴル高原中央部に進出し、各地で反乱軍を破った。この頃、オイラト人のベクレミシュ率いる軍勢がトク・テムル軍と接触したことで「カイドゥとジョチ家諸王が援軍に来る」という言葉が虚言であったことが判明し、オゴデイ系・チャガタイ系諸王は一部を除いてこの時反乱軍から離脱した。
トク・テムルらはトトガク率いるキプチャク軍の、ヨブクルらはバイダル率いるアスト軍の攻撃を受けてそれぞれトーラ河を撤退し、更に西に進んで反乱軍はオルホン河に集結した。同年8月、両軍はそれぞれオルホン河に布陣して対峙したが、シリギ軍の捕虜になっていたヤクドゥが内部から反乱軍を撹乱したことが決定打となり、トク・テムルら反乱軍は大敗を喫した。
一連の戦役で最大の激戦となったこのオルホン河の戦いで反乱軍の劣勢は決定的となり、これ以後反乱軍は攻勢に出ることなく内部分裂によって弱体化していくこととなる。

### 反乱軍の内紛・自滅
オルホン河の戦いで敗北を喫したトク・テムルらはアルタイ山脈を越えてイルティシュ河流域に逃げ込み、体勢を立て直そうと図った。更にトク・テムルは北方のキルギス地方を制圧しようと出兵したが、新たにクビライに派遣された劉国傑率いる軍勢にイェニセイ河にて敗れ、トク・テムルのアウルク（後方基地）はクビライの軍勢によって掠奪された。
相継ぐ敗戦によって反乱軍は追い詰められ、トク・テムルは改めてシリギに協力を要請したが、この頃厭戦気分にあったシリギはトク・テムルの要請を拒絶した。これに憤ったトク・テムルは自軍の近くにいたサルバン（モンケの孫で、シリギの甥）に目をつけ、これを新たにカアンに推戴しようとした。知らせを聞いたシリギはメリク・テムルとともに使者を派遣してトク・テムルの意図を尋ねたところ、トク・テムルはこれに「シリギには勇敢さ、胆力が欠けている。我は有能なるサルバンを擁立せん」と答えた。
事を荒立てたくないシリギ、メリク・テムルらはやむなくトク・テムルとサルバンに従い、トク・テムルの命によってジョチ・ウルス及びカイドゥ・ウルスにサルバンが帝位に即いたことを通知した。反乱軍の主要メンバーの中でヨブクルのみはサルバンの推戴を認めなかったため、トク・テムルは武力で以てこれを討伐しようとしたが、配下の軍勢が裏切ってヨブクル側についてしまったため、完敗を喫してしまった。
トク・テムルは一旦逃れたものの捕らえられ、最終的にヨブクルの要請によってシリギは至元17年（1280年）に処刑された。トク・テムルの死について、『元史』は「暴虐であったため、人心を失い、殺されてしまった」と述べている。
この後もシリギ、サルバン、ヨブクルらの間の内訌は更に続き、最終的に至元19年（1282年）初頭、サルバンがシリギを捕らえて大元ウルスに投降したことで6年にわたる「シリギの乱」は終結した。

## 後世への影響
「シリギの乱」そのものは比較的短期間に鎮圧されたものの、この反乱が後の歴史に与えた影響は非常に大きいものがあった。

### カイドゥ・ウルスの拡大
「シリギの乱」がもたらした最も大きな影響はカイドゥの勢力の拡大であった。前述したように、シリギの乱の首謀者の多くはクビライの処罰を恐れ、カイドゥの勢力に亡命した。これは実質的に「モンケ・ウルス」及び「アリクブケ・ウルス」がカイドゥの傘下に入ったに等しく、これによってカイドゥは飛躍的に勢力を拡大することになった。20世紀半ばまでのモンゴル史研究では14世紀以降の「元朝と3ハン国」という図式を前提として13世紀の中央アジア情勢を叙述することが多く、「シリギの乱」以前のカイドゥを中央アジアの覇者として過大評価する傾向にあった。しかし実際には帝位継承戦争からシリギの乱に至る中央アジア情勢は流動的なものであり、カイドゥの勢力は限定されたものであった。「シリギの乱」はカイドゥ・ウルス（「カイドゥの国」）の強大化を決定づけ、「東方の大元ウルスと西方の3ウルス」という図式を決定づけたという点に大きな意義があると言える。

### キプチャク・アスト兵の活躍
この戦役において活躍したのは、キプチャク軍団長トトガクに代表されるキプチャク・アスト兵であった。キプチャク人・アスト人（オセット人）は現ロシア連邦南部の草原及びカフカース地方に住まう民族であり、「バトゥの征西」を切っ掛けとして臣従した、遊牧騎兵とはいえモンゴル帝国内では新参の勢力であった。しかしクビライは既存のモンゴル帝国の軍制にはない侍衛親軍を編成する過程で敢えてキプチャク・アスト兵を集め、軍団を形成させた。
これらの軍団は新参者であるが故にモンゴル帝国内の内戦でも躊躇いなく戦うことができ、シリギの乱のみならずナヤンの乱、カイドゥの乱鎮圧においても軍の主力として勝利に大きく貢献した。「シリギの乱」はキプチャク・アスト軍団にとって結成以来最初の大舞台であり、その後の飛躍の第一歩になったといえる。